# Stelis malaccensis
Stelis malaccensis är en biart som först beskrevs av Heinrich Friese 1914.  Stelis malaccensis ingår i släktet pansarbin, och familjen buksamlarbin. Inga underarter finns listade i Catalogue of Life.